# Pfaffenhaus (Aldingen)

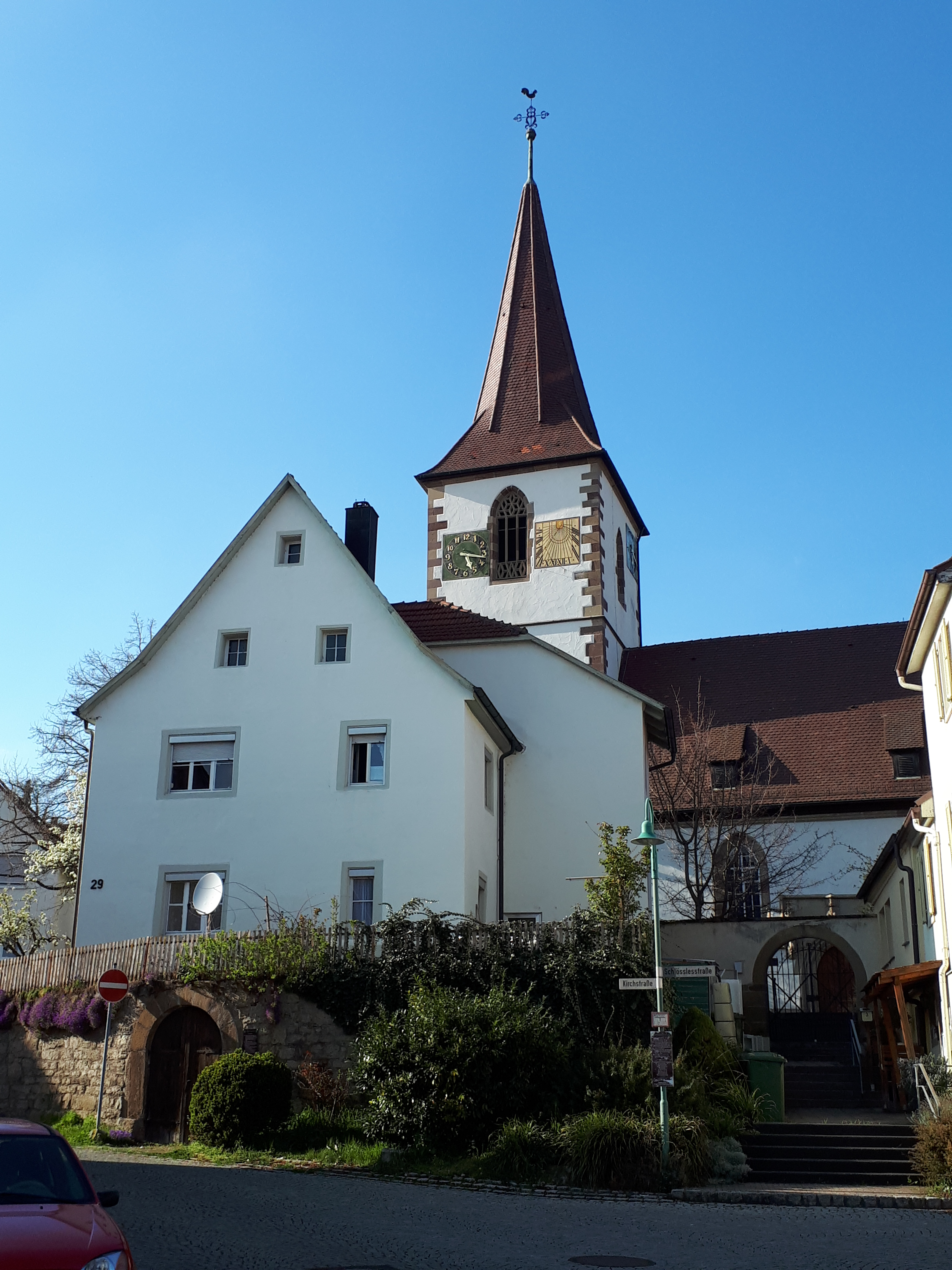
Blick von Süden auf das Pfaffenhaus; im Hintergrund die Margaretenkirche (2020)

Das sogenannte Pfaffenhaus ist ein massives über einem Gewölbekeller errichtetes Steinhaus in Aldingen, einem Stadtteil von Remseck am Neckar. Mutmaßlich datiert es auf das frühe 14. Jahrhundert und wäre somit das älteste erhaltene Gebäude Aldingens. Das Gebäude diente ursprünglich als Pfarrhaus, beherbergte zeitweise aber auch jüdische Familien, die hier einen Betsaal einrichteten. Das Pfaffenhaus bildet zusammen mit der Margaretenkirche und dem Alten Schulhaus ein historisches Gebäudeensemble nahe des Aldinger Ortskerns.

## Geschichte

### Wohnhaus katholischer Priester
Ab dem Jahr 1500 ist das Pfaffenhaus urkundlich bezeugt, stammt mutmaßlich aber bereits aus dem 14. Jahrhundert. Es war Teil einer wahrscheinlich bis spätestens 1318 errichteten Aldinger Burg. Diese Burg setzte sich zusammen aus einem herrschaftlichen Teil, bestehend aus dem Aldinger Schlössle samt Wirtschaftungsgebäuden, sowie einem kirchlichen Teil, bestehend aus der Margaretenkirche (beziehungsweise ihrem Vorgängerbau) und deren Nebengebäuden, namentlich dem Pfaffenhaus. Bis 1568 diente das Pfaffenhaus als Pfarrhaus der Aldinger Kirchengemeinde.
Die in Aldingen die Ortsherrschaft innehabenden Herren von Kaltental waren durch die Reformation zu diesem Zeitpunkt in eine katholische und eine evangelische Linie geteilt. Bei der 1568 infolge württembergischen Drucks eingeführten Reformation hatte sich Philipp Wolf von Kaltental aus der katholische Linie das Recht ausgehandelt in der Margaretenkirche an einem von den Kaltentalern gestifteten Seitenaltar weiterhin katholische Messen durchführen zu dürfen. Das Pfaffenhaus wurde nun Wohnsitz des von den Kaltentalern aus den mit dem Altar verbundenen Pfründen bezahlten katholischen Messpriesters. Für den evangelischen Gemeindepfarrer wurde etwas abseits ein neues Pfarrhaus errichtet.
Nach dem Ende der katholische Linie der Kaltentaler – 1669 starb mit Philipp Jakob von Kaltenthal der letzte Vertreter dieser Linie – wurde kein katholischer Messpriester mehr eingestellt.

### Zentrum der jüdischen Gemeinde Aldingen
1729 erlaubte der aus der evangelischen Linie der Kaltentaler stammende Freiherr Georg Wolf von Kaltental der Familie von Abraham und Maram Kahn sich im Pfaffenhaus niederzulassen. Damit waren erstmals jüdische Bürger nach Aldingen gezogen, woraus sich mit der Zeit eine jüdische Gemeinde entwickelte, da der Schutzbrief des Kaltentalers den Juden erlaubte, ihre religiösen Gebräuche im vollen Umfang zu praktizieren. Nach und nach zogen daher mehr jüdische Familien in den Ort. In der Folge richtete man im Dachgeschoss des Pfaffenhauses einen Betsaal ein. Neben anderen Zeremonien wurden dabei auch Beschneidungen durchgeführt. Zwar kam es hiergegen mehrfach zu Klagen des Aldinger Pfarrers, diese wurden jedoch mit der Begründung abgewiesen, dass die Beschneidungen immer in einer Kammer durchgeführt wurden, die zur Straße und nicht zur Kirche hingehe. 1758 beschwerte sich ein Aldinger Pfarrer darüber, dass zu kirchlichen Festen viele Juden aus der Umgebung und selbst aus Fürth nach Aldingen ins Pfaffenhaus kommen würden. Das Pfaffenhaus diente aber noch bis 1798 als Zentrum der sich entwickelnden jüdischen Gemeinde, danach wurde in einem heute nicht mehr erhaltenen Anbau des Gebäudes Kirchstraße 15 ein neuer Betsaal eingerichtet. 1872 wurde die jüdische Gemeinde in Aldingen aufgelöst.

### Besitzgeschichte
Bis zum Aussterben beider Aldinger Linien der Herren von Kaltental verblieb das Pfaffenhaus in deren Besitz. 1746 war es dann Teil des von Württemberg eingezogenen kaltentalischem Besitzes. 1755 verkaufte Württemberg das Gebäude an Aldinger Bürger. 1990 erwarb die Gemeinde Remseck als Nachfolgerin der Gemeinde Aldingen das Pfaffenhaus.